# جاي إم. سافاج
جاي إم. سافاج (بالإنجليزية: Jay Mathers Savage)‏ هو عالم أحياء وأستاذ جامعي أمريكي، ولد في 26 أغسطس 1928 في سانتا مونيكا في الولايات المتحدة.